# Psilogramma paukstadtorum
Psilogramma paukstadtorum là một loài bướm đêm thuộc họ Sphingidae. Loài này có ở quần đảo Nusa Tenggara ở Indonesia.